# Bayou L'Ourse
Bayou L'Ourse es un lugar designado por el censo ubicado en la parroquia de Assumption en el estado estadounidense de Luisiana. En el Censo de 2010 tenía una población de 1978 habitantes y una densidad poblacional de 280,36 personas por km².

## Geografía
Bayou L'Ourse se encuentra ubicado en las coordenadas 29°43′3″N 91°3′38″O / 29.71750, -91.06056. Según la Oficina del Censo de los Estados Unidos, Bayou L'Ourse tiene una superficie total de 7.06 km², de la cual 7.06 km² corresponden a tierra firme y (0%) 0 km² es agua.

## Demografía
Según el censo de 2010, había 1978 personas residiendo en Bayou L'Ourse. La densidad de población era de 280,36 hab./km². De los 1978 habitantes, Bayou L'Ourse estaba compuesto por el 88.93% blancos, el 2.17% eran afroamericanos, el 2.38% eran amerindios, el 1.16% eran asiáticos, el 0.15% eran isleños del Pacífico, el 2.98% eran de otras razas y el 2.22% pertenecían a dos o más razas. Del total de la población el 5.26% eran hispanos o latinos de cualquier raza.